# پلجرینو پارمنزه
پلجرینو پارمنزه (به ایتالیایی: Pellegrino Parmense) یک کومونه در ایتالیا است که در استان پارما واقع شده‌است. پلجرینو پارمنزه ۸۲٫۴ کیلومتر مربع مساحت و ۱٬۱۸۲ نفر جمعیت دارد.